# Panicum pseudoracemosum
Panicum pseudoracemosum är en gräsart som beskrevs av Stephen Andrew Renvoize. Panicum pseudoracemosum ingår i släktet vipphirser, och familjen gräs. Inga underarter finns listade i Catalogue of Life.